# Лымарь, Ирина Владимировна
Ирина Владимировна Лымарь (20 октября 1974) — украинская шахматистка, гроссмейстер (2000) среди женщин. По профессии юрист.
Ирина Лымарь родилась в семье врачей. С шести лет начала заниматься шахматами. В разные годы тренировалась у Виктора Владимировича Гуревича, Эдуарда Семеновича Бахматова, Александра Евгеньевича Кабатянского, Ильи Григорьевича Черкасского и Игоря Владимировича Платонова.
Бронзовый призёр женского чемпионата Украины 1992 года.

## Семья
- Отец — Владимир Александрович Лымарь
- Мать — Юлианна Яковлевна Лымарь

## Изменения рейтинга
| Графики недоступны из-за технических проблем. См. информацию на Фабрикаторе и на mediawiki.org. |